# Pseudagrion ambatoroae
Pseudagrion ambatoroae là một loài chuồn chuồn kim trong họ Coenagrionidae.
Pseudagrion ambatoroae được miêu tả khoa học năm 1968 bởi Aguesse.